# Großkohlergraben
Der Großkohlergraben ist ein Tal mit gleichnamigem Bach und Ortslage in den Ybbstaler Alpen in Oberösterreich. Der Bach geht zum Ramingbach, die Gegend gehört zur Gemeinde St. Ulrich bei Steyr im Bezirk Steyr-Land.

## Geographie
Der Großkohlergraben (auch Großer Kollergraben) entspringt am Nordhang des Spadenbergs (1000 m ü. A.), einem randalpinen Rücken, der zu den Enns- und Steyrtaler Flyschbergen gehört, beim Jagdhaus Spadenberg auf etwa 750 m ü. A. Höhe. Er rinnt nordwärts, zuerst durch den unbesiedelten Höllgraben, bis zum links zugehenden kleinen Haidenbach. Dann fließt er durch die Großkohlergraben genannte Talung. Er nimmt den Kleinkohlergraben von links auf, danach heißt das Tal auch nur Kohlergraben. Bald danach mündet er nach gut 6 km Lauf im Kleinramingtal bei der Ortslage Hausmann, 1½ km südlich taleinwärts von Kleinraming, in den Ramingbach, einen Zubringer der Enns bei Steyr.
Die Häuser im Tal bilden eine Streusiedlung der Ortschaft Kohlergraben und gehören zur Katastralgemeinde Kleinraming. Die Ortslage umfasst nur knapp 10 Adressen.
|                           | Kohlergraben                                |                              |
| Kleinkohlergraben         | Kompassrose, die auf Nachbargemeinden zeigt | Ebersegg                     |
| Plattenberg (Gem. Laussa) | Pechgraben (Gem. Laussa u. Großraming)      | Blumau (Gem. Maria Neustift) |